# Clockenflap
Clockenflap音樂及藝術節（英語：Clockenflap Music and Arts Festival，簡稱「Clockenflap」）是香港一年一度的國際大型音樂及多媒體藝術節。Clockenflap邀請香港本土以及來自全球各地的音樂團體參與演出，條件是樂隊在音樂上和現場表演的能力要有一定的水平，藉此可以啟發及鼓勵較小型的樂隊要努力提升水平以有機會可踏上更大的舞台。除了音樂之外，Clockenflap亦有設置多媒體藝術區，當中包含了藝術裝置、數碼藝術和兒童娛樂及動畫等元素。2023年，Clockenflap被美國娛樂公司Live Nation收購多數股權，加入其全球音樂節網絡。
Clockenflap曾於2012年舉行中文命名比賽，並得出了「歌＋飛」（「歌加飛」，由英文音譯）一名。然而英文名字依然較常被各方使用。中国大陆则有歌迷将其昵称为“鸡飞”音乐节。

## 歷史
Clockenflap由原籍英國的Jay Forster、Mike Hill和Justin Sweeting於2008年所創辦。始於2003年，香港維多利亞公園曾每年舉行Rockit音樂節，但卻因當時受到各方的打壓如噪音投訴，令音樂節最終於2006年結束；而Clockenflap的三位創辦人就是Rockit音樂節的工作團隊之一。Clockenflap一名由Jay Forster於2005年時所起，到了2008年，三人因覺得香港正處於「音樂節真空期」而開始籌辦第一屆Clockenflap音樂節；目的要為香港大眾提供一個不只是「單向觀眾表演」，而雙方都會作互動的大型音樂文化節。除此以外，他們亦希望音樂節可間接「把香港推進亞洲的當代媒體藝術圈之列」。音樂節主要由數個國際大型音樂藝術節，如英國的格拉斯頓伯里當代表演藝術節、日本的富士搖滾音樂祭及美國的西南偏南等所啟發。
2008年，Clockenflap在數碼港舉行首屆音樂節，翌年同樣在數碼港舉行，並由一天延長至兩天。可是，主辦方收到了不少的噪音投訴，接下一年的Clockenflap音樂節（2010年）被迫遷至黃竹坑的工業大廈內進行，受邀的表演團體亦因此而比前屆的陣容較差，令音樂節險被告終收場。
2011年，第四屆Clockenflap移至西九龍海濱長廊舉行，比前三屆的規模大。當時的西九文化區屬於康樂及文化事務署、地政署及港鐵三方同時管理，而後來康文署決定場地所有戶外的地方均不能賣票，主辦方因而被迫以免費方式開放予公眾入場，令主辦方虧蝕過百萬元。雖然主辦方因免費入場而有所虧蝕，但音樂節卻因此以及新場地而吸引了近兩萬人入場，變相令更多大眾認識。次年主辦方決定再次在同樣地點舉行第五屆Clockenflap，將會是「香港史上最大的音樂節」（六個舞台、超過70個音樂單位、裝置藝術區以及獨立電影及動畫放映），預料會有二萬五千人參加。與前屆不同，場地已交由西九文化區管理局管轄，主辦方邀請了當局作為合作伙伴，因此場地開放度有所提高。
2012年，Clockenflap有超過二萬進場人次，使活動於當年被視為香港最大之音樂活動。
2013年，Clockenflap再次在西九龍海濱長廊舉行，並由兩天增至三天，場地比上屆更大，舞台亦增加至八個。音樂節於第一天已超過前屆的二萬人入場人數紀錄，被譽為「香港年度最受矚目的戶外音樂會」。

## 歷屆音樂節
以下列出了各屆Clockenflap的資料及其參與單位：(只列出比較著名的單位)
Clockenflap 2008
第一屆Clockenflap於2008年1月12日舉行，地點設在數碼港，共有約1500人參加。
- 音樂單位：
  - (英國)
  - (英國)
  - My Little Airport(香港)
  - DP(香港)
- 電影單位：
  - Amy Neil(英國)
  - (英國)
  - (英國)

Clockenflap 2009
第二屆Clockenflap於2009年11月7至8日一連兩天舉行，地點同樣設在數碼港。
- 音樂單位：
  - (英國)
  - (英國)
  -  DJ set(英國)
  - Chochukmo (香港)
  - Noughts and Exes(香港)
- 藝術單位：
  - (香港)
  - Start From Zero(香港)
- 電影單位：
  - Amy Neil(英國)
  - Warp Films(英國)
  - 我拍．香港(香港)

Clockenflap 2010
第三屆Clockenflap於2010年11月20日舉行，由於上一屆期間主辦方接到了附近民居的噪音投訴，以至需將地點轉移到黃竹坑的工業大廈倉庫內，並只能舉行一個晚上的表演。
- 音樂單位：
  - (英國)
  - (英國)
  - DP(香港)
  - Modern Children(香港)
  - Rachel Believes in Me(香港)

Clockenflap 2011
第四屆Clockenflap於2011年12月10至11日舉行，音樂節第一次遷至西九文化區內舉行。可是由於場地限制的問題，該屆變成免費開放予公眾參與。亦因此，音樂節吸引了近兩萬名參與者而聲名大噪。創辦人表示，由於上次的經驗，他們花了不少時間在Google地圖上找尋適合的地方，再跟多個政府部門交涉才成功租用了該地方。
- 音樂單位：
  - (美國)
  - (英國)
  - The Cribs(英國)
  - Supper Moment(香港)
  - Noughts and Exes(香港)
  - 觸執毛 /Chochukmo(香港)
  - 袁智聰(香港)
- 電影單位：
  - (法國)
  - Future Shorts(英國)
  - 英國文化協會(英國)
  - (香港)
  - (法國)

Clockenflap 2012
第五屆Clockenflap於2012年12月1至2日於西九文化區舉行，為第二年在同一地點舉辦，但由免費轉為收費，表演日增至兩天。場地亦比上一年有所擴大：舞台增至六個，加入了兒童娛樂區域、裝置藝術區、Clockencraft獨立工藝市集和無聲的士高；而音樂節亦佔整個20-30%。共有超過25 000人參加。
- 部分音樂單位：
  - 原始吶喊/Primal Scream(英國)
  - 阿澤莉亞·班克斯/Azealia Amanda Banks(美國)
  - (英國)
  - (美國)
  - Alt-j(英國)
  - !!!（英语：!!!）(美國)
  - 巴士底樂團/Bastille(英國)
  - (加拿大)
  - (德國)
  - (澳洲)
  - 恭碩良(香港)
  - 許懷欣(香港)
  - 觸執毛(香港)
  - Killersoap(香港)
  - Modern Children(香港)
- 藝術單位：
  - Arts Republic(英國)
  - Start From Zero(香港)
- 電影單位：
  - Creation Records（英语：Creation Records）(英國)
  - 英國電影和電視藝術學院(英國)

Clockenflap 2013
第六屆Clockenflap於2013年11月29日至12月1日舉行，是第三年於西九文化區舉行，表演日增至三天。音樂節所邀請的表演單位比過往的更大：共有超過100個表演單位在七個不同的舞台表演，而佔地亦比上屆的多三分一。在音樂表演方面，該屆首次邀請了台灣的樂隊參加表演；而電影區則會播放由贊助商英國文化協會呈獻，經英國電影協會修復的驚慄大師希治閣最後一部默片《敲詐》，並由史提芬‧漢納(Stephen Horne)加上配樂。
- 部分音樂單位：
  - 黑色叛逆摩托車俱樂部/Black Rebel Motorcycle Club(美國)
  - (英國)
  - (愛爾蘭)
  - 法蘭茲·費迪南/Franz Ferdinand(英國)
  - Chic(美國)
  - (英國)
  - 崔健(中國)
  - 泰根與莎拉/Tegan and Sara(加拿大)
  - (丹麥)
  - (比利時)
  - (德國)
  - 盧凱彤(香港)
  - G.E.M.(香港)
  - 杭蓋樂隊(中國)
  - (泰國)
  - 秋紅(香港)
  - Manic sheep(台灣)
  - 法蘭黛樂團/Frandé(台灣)
  - Metric(加拿大)
  - 戳麻(香港)
- 藝術單位：
  - Marc & Chantal(香港)
  - 門小雷(香港)
  - 吳江乾(香港)
- 電影單位：
  - (國際)
  - 英國電影和電視藝術學院(英國)

Clockenflap 2014
第七屆Clockenflap於2014年11月28日至11月30日舉行，是第四年於西九文化區舉行。共有超過120個表演單位在七個不同的舞台表演。共有超過45 000人參加。
- 部分表演單位：
  - (英國)
  - 崔維斯/Travis(英國)
  - Kool & The Gang(美國)
  - 疫苗樂團/The Vaccines(英國)
  - (美國)
  - 頑強的D/Tenacious D(美國)
  - 張懸 & ALGAE(台灣)
  - (丹麥)
  - 閃靈  (台灣)
  - (英國)
  - My Little Airport (香港)
  - (英國)
  - (美國)
  - (澳洲)
  - (比利時)
  - (法國)
  - Noughts and Exes(香港)
  - (英國)
  - (美國)
  - (英國)
  - (美國)
  - (法國)
  - (美國)
  - (美國)
  - (美國)
  - (英國)
  - (德國)
  - (法國)
  - Rodney Branigan(美國)
  - Dan Deacon(美國)
  - (牙買加)
  - 雞蛋蒸肉餅(香港)
  - Seasons for Change (香港)
  - BIRDSTRIKING(中國)
  - 新青年理髮廳(香港)
  - The Yours(香港)
  - Shepherds The Weak(香港)
  - 小塵埃(香港)
  - Tarsius(菲律賓)

Clockenflap 2015
第八屆Clockenflap於2015年11月26日至11月29日舉行，是最後一年於西九文化區舉行。大會邀請了超過150個本地及國際表演單位，設立了九個舞台、兒童娛樂區、裝置藝術區、DIY工作坊、巨型吹氣玩意、多功能實驗性大舞臺、電影播放區等。2015年大會與起動九龍東辦事處合作，新設了「Clockenflap Pro小型音樂會」於正式的 Clockenflap 前一晚 (11月26日)，於觀塘海濱道122號舉行。共有超過60 000人參加。
- Clockenflap Pro 小型音樂會表演單位：
  - 觸執毛/Chochukmo
  - Choi Sai Ho 蔡世豪
  - Kevin Kaho Tsui 徐嘉浩

- Clockenflap 部分表演單位：
  - 新秩序樂團/New Order(英國)
  - 放蕩樂團 /The Libertines(英國)
  - Damien Rice(愛爾蘭)
  - Chic ft.Nile Rodgers (美國)
  - (英國)
  -  (美國)
  - 盧廣仲 (台灣)
  - Love Psychedelico (日本)
  -  (美國)
  - 潔淨的盜賊/Clean Bandit(英國)
  - (美國)
  - (美國)
  - 竇靖童(中國)
  - 何韻詩(香港)
  - (英國)
  - (美國)
  - (加拿大)
  - (法國)
  -  (巴西)
  - (美國)
  - (牙買加)
  - (加拿大)
  - (美國)
  - (愛爾蘭)
  - (美國)
  - (法國)
  - (英國)
  - (日本)
  - King Ly Chee 荔枝王(香港)
  - Life Was All Silence(香港)
  - 話梅鹿(香港)
  - Ocean Lam (香港)
  - Rock N Rolla(香港)
  - 黃靖(香港)
  - 李拾壹 (香港)
  - 血肉果汁機(台灣)
  - Julia Holter(美國)
  - Jacques Greene(加拿大)
  - Saul Williams(美國)
  - Jon Gomm(英國)
  - Songhoy Blues (馬利共和國)
  - Hinds (西班牙)
  - OWK (香港)
  - The Weathering(香港)

Clockenflap 2016
第九屆Clockenflap於2016年11月25日至11月27日舉行，音樂節首次遷至中環海濱（中西區海濱長廊中環段）舉行。大會邀請了超過100個本地及國際表演單位，設立了三個音樂表演主舞台、一個電子音樂舞台、一個多功能實驗性舞台、劇場表演區、裝置藝術區、Mix DJ 工作坊、電影播放區等。
- 部分表演單位：
  - 化學兄弟 / The Chemical Brothers(英國)
  - M.I.A.(英國)
  - Sigur Rós （冰島）
  - (英國)
  - Foals(英國)
  - 世界末日SEKAI NO OWARI(日本)
  - (美國)
  - (美國)
  - 盧凱彤（香港）
  - 陳綺貞（台灣）
  - 草東沒有派對（台灣）
  - hyukoh（韓國）
  - (英國)
  - (美國)
  - (美國)
  - Yuna(馬來西亞)
  - (法國)
  - …Huh!?（香港）
  - TFVSJS（香港）
  - GDJYB 雞蛋蒸肉餅（香港）
  - 朱凌凌（香港）
  - Sensi Lion（香港）
  - Fantastic Day（香港）
  - 香村 Fragrant Village（香港）
  - (英國)
  - (加拿大)
  - (美國)
  - Blood Orange(英國)
  - Shura(英國)
  - Pumarosa(英國)
  - （英國）
  - （英國）
  - Rødhåd（德國）
  - Nick Höppner（德國）
  - Danny Daze（美國）
  - All Genius All Idiot（瑞典）

Clockenflap 2017
第十屆Clockenflap於2017年11月17日至11月19日舉行，為第二年於同一地點舉辦。大會邀請了超過100個本地及國際表演單位，設立了三個音樂表演主舞台、一個電子音樂舞台、一個多功能實驗性舞台、劇場表演區、裝置藝術區、Mix DJ 工作坊、電影播放區等。
Clockenflap 2018
第十一屆Clockenflap於2018年11月9日至11月11日舉行，於第三年中環海濱（中西區海濱長廊中環段）舉行。大會邀請了本地及國際表演單位，設立了三個音樂表演主舞台、一個電子音樂舞台、一個多功能實驗性舞台、劇場表演區、裝置藝術區、Mix DJ 工作坊、電影播放區等。
Clockenflap 2022
第十二屆Clockenflap於2022年3月3日至5日舉行，在第四年中環海濱（中西區海濱長廊中環段）舉行。大會邀請了眾多本地及國際表演單位，設立了三個音樂表演主舞台、一個電子音樂舞台、一個多功能實驗性舞台、劇場表演區、裝置藝術區、Mix DJ 工作坊、電影播放區等。
- Clockenflap 部分表演單位：
  - Arctic Monkeys
  - Wu-Tang Clan
  - The Cardigans
  - Bombay Bicycle Club
  - Kings of Convenience
  - CHAI
  - Milet
  - 黃宣
  - 吳卓源
  - 老王樂隊
  - LÜCY
  - Kolor
  - YoungQueenz
  - Tyson Yoshi
  - COLLAR X RubberBand
  - Per se
  - The Hertz
  - Charming Way
  - 南洋派對 N.Y.P.D.
  - Balming Tiger

Clockenflap 2023
第十三屆Clockenflap於2023年12月1日至3日舉行，在第五次中環海濱（中西區海濱長廊中環段）舉行，首次在同年舉行。大會邀請了眾多本地及國際表演單位YOASOBI ，設立了三個音樂表演主舞台、一個電子音樂舞台、一個多功能實驗性舞台、劇場表演區、裝置藝術區、Mix DJ 工作坊、電影播放區等。
- Clockenflap 部分表演單位：
  - Pulp
  - Swae Lee
  - YOASOBI
  - 萬能青年旅店
  - 草東沒有派對
  - 竇靖童
  - 南洋派對 N.Y.P.D.
  - WEDNESDAY CAMPANELLA
  - 9m88
  - ATARASHII GAKKO!
  - Yack Studio
  - WHIZZ
  - mansonvibes

## 外部連結
- 官方网站（繁體中文）
- Clockenflap的Facebook專頁（英文）
- Clockenflap的X（前Twitter）（英文）
- Clockenflap的新浪微博（简体中文）